# Nižinski gozdovi Madagaskarja
Nižinski gozdovi Madagaskarja ali vlažni gozdovi Madagaskarja so tropska vlažna ekoregija širokolistnega gozda na vzhodni obali otoka Madagaskar, dom rastlinske in živalske mešanice, ki je 80 do 90 % endemična, z gozdovi vzhodne planote je posebej pomembna lokacija tega endemizem. Uvrščeni so na seznam Global 200 izjemnih ekoregij.

## Geografija
Ekoregija predstavlja ozek pas nižinskih gozdov med vzhodno obalo Madagaskarja in goratim osrednjim višavjem, od morske gladine do nadmorske višine 800 metrov. Pokriva površino približno 112.600 kvadratnih kilometrov. Ekoregija je pod neposrednim vplivom oceanskih pasatov, ki ohranjajo toplo in vlažno podnebje; padavine so nad 2000 mm na leto in lahko dosežejo do 6000 mm na polotoku Masoala.
Nižinski gozdovi segajo od Marojejja na severu do jugovzhodnega vogala otoka. Na severnem robu ekoregije okoli Vohemarja vlažni gozdovi prehajajo v bolj suho ekoregijo suhih listavcev Madagaskarja. Na vzhodu, na približno 800 metrih nadmorske višine, nižinski gozdovi postopoma prehajajo v ekoregijo subhumidnih gozdov Madagaskarja. Južni konec ekoregije leži na grebenu gorovja Anosyennes, kjer ozek pas suhega prehodnega gozda označuje prehod v ekoregijo suhih bodičastih gozdov v deževni senci gora.

## Rastlinstvo
Za nižinske gozdove so značilni gosti zimzeleni gozdovi, od katerih je 82 % endemičnih vrst, s krošnjami, ki presegajo 30 metrov. Tipične vrste krošnje so Dalbergia (palisander ali šišam), Diospyros (ebenovec), Ocotea, Symphonia in Tambourissa; nad krošnjami se dvigajo izrastki Canarium, Albicija in Neobrochoneura acuminata. Nižinski gozdovi imajo bogato raznolikost vrst pandanusov, palmovk, bambusa in epifitskih orhidej. V višjih legah postanejo drevesa nižja in imajo gostejšo podrast.

## Živalstvo
Nižinski gozdovi predstavljajo velik rezervoar pestrosti in endemizma. Tam so zastopani skoraj vsi endemični rodovi sesalcev Madagaskarja, vključno z vsemi petimi družinami lemurjev.
Petnajst vrst in podvrst lemurjev je endemičnih in skoraj endemičnih za ekoregijo. Med njimi: aje-aje ali madagaskarski dolgoprstež (Daubentonia madagascariensis), dlakasti pritlikavi lemur (Allocebus trichotis) in obema vrstama varijem (Varecia variegata) in rdeči lemur (V. rubra) , indri (Indri indri), mehkodlaki maki (Avahi laniger), venčasta sifaka (Propithecus diadema), Milne-Edwardsova sifaka (P. edwardsi), zlati bambusov maki (Hapalemur aureus), veliki bambusov lemur (Prolemur simus), sivoglavi lemur (Eulemur cinereiceps) , rjavi lemur z ovratnico (E. collaris) in rdečetrebušni lemur (E. rubriventer).
Poleg lemurjev v gozdu živi sedem endemičnih rodov glodavcev, šest endemičnih rodov mesojedcev in več vrst netopirjev. Redke živali so rjavorepi mungos (Salanoia concolor).
Nižinski gozdovi so dom številnih endemičnih in omejenih vrst ptic. Od 165 vrst ptic, ki jih najdemo tukaj, jih je 42 endemičnih za to regijo, kot je redka rdečerepa newtonija (Newtonia fanovanae), rjava mesita (Mesitornis unicolor), rdečeprsi coua (Coua serriana), Geobiastes squamiger, orešja vanga (Hypositta corallirostris), čeladasta vanga (Euryceros prevostii), Bernierjeva vanga (Oriolia bernieri) in penica (Xanthomixis tenebrosa) so večinoma endemične v nižinskih gozdovih, občasno pa segajo v nižje gorske gozdove. Madagaskarski kačji orel (Eutriorchis astur), kratkonogi skakač (Brachypteracias leptosomus), madagaskarska rdeča sova (Tyto soumagnei), Xenopirostris polleni in rjavi emujev rep (Bradypterus brunneus) živijo tako v nižinskih gozdovih kot gorski gozdovi. Rdeča vanga (Schetba rufa) in madagaskarski zeleni golob (Treron australis) sta razširjeni nižinski ptici Madagaskarja, ki naseljujeta vlažne nižinske gozdove in suhe gozdove na zahodu otoka.
Znana izumrla vrsta je Delalandov coua (Coua delalandei), ki je ni bilo več od 19. stoletja.
Gozdovi so tudi dom 50 endemičnih plazilcev in 29 dvoživk, kot so naslednji kameleoni: suličasti kameleon (Calumma gallus), kapučasti kameleon (Calumma cucullatum), dvopasovni kameleon (Furcifer balteatus), Furcifer bifidus, rjavi listni kameleon (Brookesia superciliaris) in Brookesia therezieni. Edinstvena je tudi populacija sladkovodnih rib z več kot 100 endemičnimi vrstami.

## Grožnje in ohranjanje
Nižinski deževni gozdovi Madagaskarja so bili na splošno ohranjeni bolje kot visoka osrednja planota, vendar je še vedno prišlo do znatne izgube. Eden glavnih razlogov je razširjena dejavnost sekanja in sežiga v nižinskih deževnih gozdovih. Požigalništvo je metoda, ki jo včasih uporabljajo kultivatorji za prestavljanje, da ustvarijo kratkoročne pridelke iz obrobnih tal. Če se izvaja večkrat ali brez vmesnih obdobij prahe, se lahko tla, revna s hranili, izčrpajo ali erodirajo do neproduktivnega stanja. Druga grožnja je selektivno izkoriščanje nekaterih vrst, kot so palme in drevesne praproti.
10,79 % ekoregije je v zavarovanih območjih, vključno z narodnimi parki in rezervati. To so:
- Ambato Atsinanana
- Rezervat Analamazaotra
- Narodni park Andasibe-Mantadia
- Narodni park Andohahela
- Rezervat Kalambatritra
- Posebna rezerva Manombo
- Narodni park Marojejy
- Narodni park Ranomafana
- Posebni rezervat Mangerivola
- Narodni park Masoala
- Tsitongambarika
- Narodni park Zahamena

## Galerija
- 'Angraecum sesquipedale, ena od več kot 900 orhidej na Madagaskarju
- Popotnikova palma (Ravenala madagascariensis), državni simbol Madagaskarja
- Zlata žabica (Mantella aurantiaca), ogrožena žaba, endemična v vzhodnih deževnih gozdovih .
- Indri (Indri indri), največji živeči lemur
- Rjav listni kameleon (Brookesia superciliaris)